# 岩手県小学校一覧
岩手県小学校一覧（いわてけんしょうがっこういちらん）は、岩手県の小学校および義務教育学校（前期課程）の一覧。廃校および休校中の小学校については、岩手県小学校の廃校一覧を参照。

## 国立小学校

### 盛岡市
- 岩手大学教育学部附属小学校

## 公立小学校および義務教育学校

### 盛岡広域振興圏

#### 盛岡市
- 盛岡市立仁王小学校
- 盛岡市立城南小学校
- 盛岡市立桜城小学校
- 盛岡市立厨川小学校
- 盛岡市立仙北小学校
- 盛岡市立杜陵小学校
- 盛岡市立山岸小学校
- 盛岡市立大慈寺小学校
- 盛岡市立米内小学校
- 盛岡市立土淵小学校
- 盛岡市立中野小学校
- 盛岡市立本宮小学校
- 盛岡市立向中野小学校
- 盛岡市立青山小学校
- 盛岡市立北厨川小学校
- 盛岡市立河北小学校
- 盛岡市立上田小学校
- 盛岡市立山王小学校
- 盛岡市立緑が丘小学校
- 盛岡市立太田小学校
- 盛岡市立太田東小学校
- 盛岡市立城北小学校
- 盛岡市立大新小学校
- 盛岡市立松園小学校
- 盛岡市立高松小学校
- 盛岡市立東松園小学校
- 盛岡市立北松園小学校
- 盛岡市立見前小学校
- 盛岡市立飯岡小学校
- 盛岡市立羽場小学校
- 盛岡市立永井小学校
- 盛岡市立手代森小学校
- 盛岡市立津志田小学校
- 盛岡市立見前南小学校
- 盛岡市立都南東小学校
- 盛岡市立玉山小学校
- 盛岡市立渋民小学校
- 盛岡市立巻堀小学校
- 盛岡市立月が丘小学校
- 盛岡市立好摩小学校

#### 八幡平市
- 八幡平市立大更小学校
- 八幡平市立田頭小学校
- 八幡平市立平笠小学校
- 八幡平市立平舘小学校
- 八幡平市立寺田小学校
- 八幡平市立柏台小学校
- 八幡平市立松野小学校
- 八幡平市立寄木小学校
- 八幡平市立安代小学校
- 八幡平市立田山小学校

#### 滝沢市
- 滝沢市立篠木小学校
- 滝沢市立鵜飼小学校
- 滝沢市立滝沢小学校
- 滝沢市立滝沢第二小学校
- 滝沢市立滝沢東小学校
- 滝沢市立一本木小学校
- 滝沢市立姥屋敷小学校
- 滝沢市立柳沢小学校
- 滝沢市立滝沢中央小学校

#### 岩手郡
- 雫石町立雫石小学校
- 雫石町立七ツ森小学校
- 雫石町立西山小学校
- 雫石町立御明神小学校
- 雫石町立御所小学校
- 葛巻町立葛巻小学校
- 葛巻町立小屋瀬小学校
- 葛巻町立江刈小学校
- 葛巻町立五日市小学校
- 岩手町立沼宮内小学校
- 岩手町立川口小学校
- 岩手町立一方井小学校

#### 紫波郡
- 紫波町立日詰小学校
- 紫波町立赤石小学校
- 紫波町立古館小学校
- 紫波町立西の杜小学校
- 紫波町立紫波東小学校
- 矢巾町立矢巾東小学校
- 矢巾町立徳田小学校
- 矢巾町立煙山小学校
- 矢巾町立不動小学校

### 県南広域振興圏

#### 奥州市
- 奥州市立水沢小学校
- 奥州市立水沢南小学校
- 奥州市立常盤小学校
- 奥州市立佐倉河小学校
- 奥州市立真城小学校
- 奥州市立姉体小学校
- 奥州市立羽田小学校
- 奥州市立岩谷堂小学校
- 奥州市立江刺愛宕小学校
- 奥州市立田原小学校
- 奥州市立江刺ひがし小学校
- 奥州市立稲瀬小学校
- 奥州市立前沢小学校
- 奥州市立南都田小学校
- 奥州市立若柳小学校
- 奥州市立胆沢第一小学校
- 奥州市立衣川小学校
- 奥州市立衣里小学校

#### 一関市
- 一関市立一関小学校
- 一関市立山目小学校
- 一関市立赤荻小学校
- 一関市立中里小学校
- 一関市立滝沢小学校
- 一関市立南小学校
- 一関市立弥栄小学校
- 一関市立萩荘小学校
- 一関市立厳美小学校
- 一関市立舞川小学校
- 一関市立花泉小学校
- 一関市立大原小学校
- 一関市立大東小学校
- 一関市立興田小学校
- 一関市立猿沢小学校
- 一関市立千厩小学校
- 一関市立東山小学校
- 一関市立室根小学校
- 一関市立川崎小学校
- 一関市立藤沢小学校
- 一関市立黄海小学校

#### 花巻市
- 花巻市立花巻小学校
- 花巻市立若葉小学校
- 花巻市立桜台小学校
- 花巻市立南城小学校
- 花巻市立太田小学校
- 花巻市立笹間第一小学校
- 花巻市立宮野目小学校
- 花巻市立矢沢小学校
- 花巻市立湯口小学校
- 花巻市立湯本小学校
- 花巻市立石鳥谷小学校
- 花巻市立新堀小学校
- 花巻市立八幡小学校
- 花巻市立八重畑小学校
- 花巻市立大迫小学校
- 花巻市立東和小学校

#### 北上市
- 北上市立黒沢尻東小学校
- 北上市立黒沢尻西小学校
- 北上市立飯豊小学校
- 北上市立二子小学校
- 北上市立更木小学校
- 北上市立東桜小学校
- 北上市立南小学校
- 北上市立黒沢尻北小学校
- 北上市立鬼柳小学校
- 北上市立いわさき小学校
- 北上市立笠松小学校
- 北上市立和賀東小学校
- 北上市立和賀西小学校
- 北上市立江釣子小学校

#### 遠野市
- 遠野市立青笹小学校
- 遠野市立綾織小学校
- 遠野市立小友小学校
- 遠野市立上郷小学校
- 遠野市立附馬牛小学校
- 遠野市立土淵小学校
- 遠野市立遠野北小学校
- 遠野市立遠野小学校
- 遠野市立達曽部小学校
- 遠野市立鱒沢小学校
- 遠野市立宮守小学校

#### 和賀郡
- 西和賀町立湯田小学校
- 西和賀町立沢内小学校

#### 胆沢郡
- 金ケ崎町立金ケ崎小学校
- 金ケ崎町立第一小学校
- 金ケ崎町立三ケ尻小学校
- 金ケ崎町立永岡小学校
- 金ケ崎町立西小学校

#### 西磐井郡
- 平泉町立平泉小学校
- 平泉町立長島小学校

### 沿岸広域振興圏

#### 釜石市
- 釜石市立釜石小学校
- 釜石市立双葉小学校
- 釜石市立白山小学校
- 釜石市立平田小学校
- 釜石市立尾崎小学校
- 釜石市立小佐野小学校
- 釜石市立甲子小学校
- 釜石市立鵜住居小学校
- 釜石市立栗林小学校
- 釜石市立唐丹小学校

#### 宮古市
- 宮古市立宮古小学校
- 宮古市立山口小学校
- 宮古市立千徳小学校
- 宮古市立磯鶏小学校
- 宮古市立鍬ヶ崎小学校
- 宮古市立愛宕小学校
- 宮古市立花輪小学校
- 宮古市立重茂小学校
- 宮古市立崎山小学校
- 宮古市立高浜小学校
- 宮古市立津軽石小学校
- 宮古市立田老第一小学校
- 宮古市立新里小学校
- 宮古市立川井小学校

#### 大船渡市
- 大船渡市立盛小学校
- 大船渡市立大船渡小学校
- 大船渡市立末崎小学校
- 大船渡市立赤崎小学校
- 大船渡市立蛸ノ浦小学校
- 大船渡市立猪川小学校
- 大船渡市立立根小学校
- 大船渡市立日頃市小学校
- 大船渡市立大船渡北小学校
- 大船渡市立綾里小学校
- 大船渡市立越喜来小学校
- 大船渡市立吉浜小学校

#### 陸前高田市
- 陸前高田市立高田小学校
- 陸前高田市立気仙小学校
- 陸前高田市立長部小学校
- 陸前高田市立広田小学校
- 陸前高田市立小友小学校
- 陸前高田市立米崎小学校
- 陸前高田市立矢作小学校
- 陸前高田市立竹駒小学校
- 陸前高田市立横田小学校

#### 気仙郡
- 住田町立世田米小学校
- 住田町立有住小学校

#### 上閉伊郡
- 大槌町立大槌学園（義務教育学校）
- 大槌町立吉里吉里小学校（併設型小中一貫校）

#### 下閉伊郡
- 山田町立山田小学校
- 山田町立豊間根小学校
- 岩泉町立岩泉小学校
- 岩泉町立小川小学校
- 岩泉町立有芸小学校
- 岩泉町立小本小学校
- 田野畑村立田野畑小学校
- 普代村立普代小学校

### 県北広域振興圏

#### 久慈市
- 久慈市立久慈小学校
- 久慈市立久慈湊小学校
- 久慈市立長内小学校
- 久慈市立小久慈小学校
- 久慈市立大川目小学校
- 久慈市立夏井小学校
- 久慈市立平山小学校
- 久慈市立侍浜小学校
- 久慈市立宇部小学校
- 久慈市立久喜小学校
- 久慈市立小袖小学校
- 久慈市立山形小学校
- 久慈市立小国小学校
- 久慈市立来内小学校

#### 二戸市
- 二戸市立石切所小学校
- 二戸市立金田一小学校
- 二戸市立御返地小学校
- 二戸市立中央小学校
- 二戸市立仁左平小学校
- 二戸市立二戸西小学校
- 二戸市立福岡小学校
- 二戸市立浄法寺小学校

#### 九戸郡
- 軽米町立軽米小学校
- 軽米町立小軽米小学校
- 軽米町立晴山小学校
- 野田村立野田小学校
- 九戸村立九戸小学校
- 洋野町立種市小学校
- 洋野町立角浜小学校
- 洋野町立宿戸小学校
- 洋野町立中野小学校
- 洋野町立大野小学校
- 洋野町立林郷小学校
- 洋野町立帯島小学校

#### 二戸郡
- 一戸町立一戸小学校
  - 一戸町立一戸小学校養護分校
- 一戸町立鳥越小学校
- 一戸町立奥中山小学校
- 一戸町立一戸南小学校